# Johannes Andersen (musiker)
 Der er flere personer med dette navn, se Johannes Andersen.
Johannes Andersen (6. september 1890 – 14. november 1980) var en dansk hornist og komponist.
Andersen startede sin musikalske løbebane i 1906 ved regimentsmusikken i Odense. Der blev han undervist i musikteori af Thorvald Aagaard. Senere flyttede han til København, hvor han studerede musik hos bl.a. Poul Hellmuth og Carl Nielsen. Som trompetist spillede han i Tivolis Koncertsals Orkester hvor han senere skiftede til valdhorn. Han var næsten fra etableringen medlem af Radiosymfoniorkestret samtidig med at han skrev sin musik. Som instrumentator var han flittig, og han dirigerede lejlighedsvis radioorkestret i dets første år. I 30 år ( 1925 – 1955) spillede han Radiosymfoniorkestret. Hans musik beskrives som teknisk velformet, men uden prægnante og interessante momenter.

## Musik (ikke udtømmende)
- Thema med variationer (orkester 1916)
- Symfoni nr. 1 (1918)
- Kvartet for fløjte, obo, horn og fagot (1943)
- Symfoni nr. 2 (1946)
- Påskekantate (1949)

- Orkestersuite
- Sommerfugle eller Scherzo sarcastico (ballet)
- Flyvesand (opera)
- Højsang (baryton, kor og orkester)
- Ske bonden hans ret (skuespil)
- Violinkoncert
- Danmarkssangen (kor)
- Folkevandringssangen (kor)
- Vandrerens morgensang (kor)
- Afslutningen paa Jagten (to horn, 29.01.1925) (Odense Symfoniorkesters nodearkiv, doneret af Børge Wagner)
- Der Rider en Konge (Hye-Knudsen, arrangeret af Johannes Andersen for symfoniorkester) (Odense Symfoniorkesters nodearkiv)

## Læs mere
- Nodesamling i Det kgl. Bibliotek
- Niels Viggo Bentzon anmelder musik af Andersen Arkiveret 1. februar 2022 hos  Wayback Machine
- Musikkens Mestre, danske Komponister af Ejnar Jacobsen og Vagn Kappel. Gjellerups forlag 1947